# Timarewo
Timarewo (bułg. Тимарево) – wieś w Bułgarii, w obwodzie Szumen, w gminie Chitrino. W 2024 roku liczyła 1254 mieszkańców.